# Tysk litteratur
 Der er for få eller ingen kildehenvisninger i denne artikel, hvilket er et problem. Du kan hjælpe ved at angive troværdige kilder til de påstande, som fremføres i artiklen.

Tysk litteratur omfatter normalt al litteratur skrevet på tysk. I traditionel forskning indbefatter begrebet derfor også litteratur fra både østrigske og schweiziske forfattere, forfattere fra tidligere tysksprogede områder i Østeuropa samt tysk-jødiske forfattere. Tysk litteratur omfatter utroligt mange store værker indenfor både prosa og poesi, og det synes umuligt at sætte alle disse værker ind i forståelige begreber som epoker og perioder, der altid vil forekomme overfladisk overlappende. Forsøget skal alligevel gøres her.
Indtil tiden omkring barokken blev det meste litteratur i det tyske område skrevet på latin. Først med Luther begyndte tysk at vinde indpas som det foretrukne forfattersprog. Den tyske litteratur følger i store træk de samme perioder som andre europæiske landes litterære traditioner også har gennemgået. Sat meget på spidsen anses den tyske litteratur for gennemgående at have været mere dyb, indadvendt og mere interesseret i menneskers skyggesider og indre konflikter end andre landes. Begreber som Sturm und Drang og Weltschmerz stammer derfor ikke uden grund fra tysk litteratur. Metafysiske overvejelser har for mange (dog ikke alle!) tyske forfattere spillet en stor rolle, hvorfor det i læsningen af tyske værker kan være en hjælp at have et vist kendskab til bl.a. Johann Gottfried Herder, Immanuel Kant, Arthur Schopenhauer, Friedrich Nietzsche.

## Barokken (1600-1720)
I løbet af barokken gik man for alvor over til at bruge det tyske sprog i digtning og litteratur. Man betegner den tyske barok som det egentlige startpunkt for den tyske litteratur. Tyskeren Martin Opitz skrev ud fra antikke forbilleder en bog der skulle komme til at danne grundlag for tysk digtning de næste hundrede år frem. "Buch von der deutschen Poeterey" beskrev hvordan man skulle digte på tysk. Versemålet Aleksandrineren og brugen af skiftevis hævninger og sænkninger (alternation) blev af ham anbefalet til det tyske sprog. De romanske sprog benytter sig af skiftevis lange og korte stavelser for at skabe rytme i digte, men i germanske sprog er akzentuering, altså hævning og sænkning en bedre metode til at danne rytme.
Tiden var præget af generelt opbrud, der ofte slog sig ud i en stor pessimisme. Ikke bare havde det kopernikanske verdensbillede rystet troen på verden og de faste dogmer, den altødelæggende trediveårskrig i det tyske rige forårsagede også enorm ulykke og død. For nogle digtere kom denne ulykkelige situation klart til udtryk i digtningen. Dette var især klart for den mest kendte tyske digter fra barokken, Andreas Gryphius, der med smukke sonetter som "Es ist alles eitel" (det er alt sammen forgæves) og "Tränen des Vaterlandes" (Fædrelandets tårer) anlagde en meget pessimistisk, sørgmodig og nærmest undergangspræget stil.

## Oplysningstid (1720-1800)
Oplysningstiden betød en enorm interesse for verdenen omkring os og mennesket i den. Selve ordet oplysning hentyder til at der skulle blive lys, der hvor der før var mørke. Ukendte ting skulle undersøges, ting skulle måles og vejes og gamle overleverede sandheder skulle ikke tages for givne, men skulle udfordres og stilles spørgsmål ved. Interessen for videnskaben og fritænkningen blev et centralt element i denne periode, der dermed danner starten for den moderne tidsalder. Men også ideen om det selvstændige menneske var kendetegnende for tiden. I denne periode blev det til en almengyldig regel, at ethvert menneske uanset stand har en værdi i sig selv, og at et hvert menneske har mulighederne, og ofte bør have mulighederne, til at udvikle sig. Immanuel Kants credo "Sapere aude", hav modet til at ville vide, kan karakterisere perioden udmærket. Der var i modsætning til den pessimistiske stemning i dele af barokken en utrolig tro på fremtiden og en optimisme på mennesket og videnskabens vegne. Digteren Barthold Hinrich Brockes var som en tidlig oplysningsmand et tydeligt eksempel på, hvordan troen på gud kunne forbindes med en indædt tro på oplysningen og videnskaben. Hans digt "Vergissmeinnicht" (Forglemmigej) er et godt eksempel på dette. En af de mest centrale og fremtrædende oplysningstidsforfattere var Gotthold Ephraim Lessing, der excellerede inden for kritik, filosofi og teori om teaterdramaer. Han tog udgangspunkt i Aristoteles´ lære om teateret og i Shakespeares dramaer. Han fik selv lejlighed til at prøve sine teorier af i en del stykker, bl.a. Minna von Barnhelm, Nathan der Weise og Laokoon. Som senere oplysningsmand var han yderst skeptisk over for kirkens monopol på udlæggelsen af en gudgiven sandhed.
Samtidig med denne vigtige og banebrydende åndelige udvikling var perioden også præget af generel velstand. En voksende borgerstands sønner kunne begynde næsten at leve af at digte og udvikling inden for teknikken og administrationen gjorde det muligt at trykke flere bøger og udbrede dem til et større publikum. Avisernes fremkomst havde også stor betydning for litteraturen i denne periode. 
Da oplysningsperioden er så enormt åndsrig, udsprang der af denne periode et væld af forskellige retninger, der dog alle på den ene eller anden måde i større eller mindre grad var en del af oplysningstænkningen.

### Empfindsamkeit cirka (1750-1770)
Pietismen var en meget from kristen retning, der byggede på nærmest en følelseskult omkring dyrkelsen af det kristne. Denne meget følelsesladede retning kom især til udtryk i digtningen og forfattervirksomheden hos Friedrich Gottlieb Klopstock. Han skrev med "Messias" en følelsesladet hyldestteaterstykke til Jesus, og i sin digtning gjorde han med indførelsen af den frie rytme Opitz gamle stive barok-lære obsolet. Den frie rytme samt betoningen af et lyrisk jeg understregede den store følelsesstemning, der kendetegnede Empfindsamkeit. Det lyriske jeg var et forholdsvist nyt element i digtningen

## Sturm und Drang (1766-1785)
Som en direkte efterfølger til Empfindsamkeit kom Sturm und Drang. En lang række unge mænd der kom fra gode borgerlige hjem protesterede igennem litteraturen mod den stadigt mere insisterende rationalisme i oplysningstiden. Sturm und Drang (ordret: Storm og Trang/Drift) blev især kendetegnet af en ung Goethe, der sammen med andre dyrkede den såkaldte "Erlebnislyrik" (oplevelseslyrik). Denne lyrik tog udgangspunkt i følelsesmæssigt voldsomme oplevelser, og digtene er præget af stor aktivitet i det indre liv. Kristendommen, der stadig var tilstede i Empfindsamkeit, blev her erstattet af en panteisme hvor en guddommelig kraft, ikke en egentlig gud, var til stede i alt. Natur og kærlighed blev til centrale temaer, mens det lyriske jeg blev en uadskillelig del af disse digte. Nøgleromanen i denne periode blev Goethes brevroman Den unge Werthers lidelser.
Denne gruppe af oprørske fremadstormende unge digtere var især inspireret af de tanker Johann Gottfried Herder havde gjort sig om kultur og historiens forløb. Herder formulerede bl.a. ideen om de enkelte folkeslags eget kulturelle liv, hvorfra kunsten må tage sit udgangspunkt for at den kan være oprigtig og ægte. Igennem Herder blev begrebet om det enestående kunstneriske subjekt, geniet, til forbillede, og man dyrkede bl.a. derfor især Shakespeare som det enestående geni. Man begyndte også at interessere sig for det oprindelige folk, for dets sæder og skikke, og folkedigtningen blev af Herder betragtet som noget man skulle efterligne. Herders indflydelse rækker også ind i romantikken.

## Klassikken (1785-1805)
Klassikken eller også Weimar-klassikken, fordi det var her den havde sit kunstneriske centrum, var især præget af venskabet mellem to af de største tyske forfattere, Johann Wolfgang von Goethe og den lidt yngre Friedrich Schiller. Den aldrende Goethe var igennem en modningsproces gået bort fra det meget følelsesladede subjektive fra Sturm-und-Drang-tiden og sammen med Schiller udviklede de bl.a. gennem forskellige tekster en helt egen litterær gren, der hentede inspiration fra den klassiske antikke verden. Deraf navnet. De to forfatteres mål var gennem en opbyggelig litteratur så at sige at opdrage mennesket til at træffe de rigtige moralske valg og derigennem nå frem til et bedre samfund. Skuffelsen var stor over det der skulle være det nye oplyste samfund, den franske revolution, der dog endte med udskejelser i absurde love og vilkårlige henrettelser. Det blev derfor i stedet kunsten der  skulle udvikle mennesket, så det til sidst var modent til den politiske frihed, som det havde vist ikke at kunne håndtere i Frankrig. På et filosofisk plan gjaldt det især for Goethe om at finde en gylden mellemvej mellem driften og fornuften. En middelvej mellem det subjektive og det kollektive. Driften og subjektiviteten alene førte til ulykke for Werther i Den unge Werthers lidelser, men mennesket kunne heller ikke helt leve efter fornuftens love. Idealet var en harmoni mellem de to yderpunkter.

## Romantikken (1795-1830)
Den tyske romantik koncentrerede sig i byen Jena omkring især brødrene Friedrich og August Schlegel. Den tyske romantik er ofte blevet fremhævet som den liberale og frihedselskende oplysnings absolutte modsætning, og er i visse politiske sammenhænge blevet udlagt som den direkte forløber for en reaktionær "völkisch" national tysk bevægelse. Selv om romantikken på mange områder var en tilbagevenden til fromme dyder og en gendyrkelse af traditionelle symboler som familie, stat og kirke, så er dette billede dog noget unuanceret. Den tyske romantik genfandt Herder og tog udgangspunkt især i folkets egen digtning, som man forsøgte at efterligne så godt som muligt i en for perioden meget kendetegnende folkevise-lyrik. Brødrene Grimm tilhørte også denne strømning. Romantikken gik bort fra de store historisk-filosofisk betragtninger fra klassikken og vendte sig i stedet ind i en drømmeverden, hvor det uklare, ubevidste og drømmende ofte blev anskueliggjort igennem drømmebilleder og meget patetisk billedsprog. Længsel blev kodeordet for især senromantikken, og Joseph von Eichendorff satte med sit digt af samme navn "Sehnsucht" ord på denne følelse.

## Biedermeier og Vormärz (1815-1850)
I tiden umiddelbart efter sejren over Napoleon kom de politiske forhold i Tyskland for første gang til at afspejle sig mærkbart i den tyske litteratur. To meget forskellige strømninger prægede tiden. På den ene side Biedermeier, der egentlig blev tænkt som en ironisk betegnelsen for en litteratur, der beskæftigede sig meget med det hjemlige og det hyggeligt ufarlige. Denne retning var apolitisk og uvedkommende. Biedermeier-forfatteren prøvede at få hold på den kaotiske omverden ved at holde sig til nogle faste moralske regelsæt. For at undgå de store spørgsmål trak han sig tilbage i den hjemlige idyl.
Vormärz betyder på dansk før marts og hentyder direkte til den tyske revolution i marts 1848, som Vormärz-digterne var vigtige inspiratorer for. Vormärz var hovedsageligt en meget politisk litterær genre hvor kravet om at samle de mange adskilte gammeldags tyske fyrstedømmer og monarkier i en samlet tysk stat under en fri forfatning blev stadig mere tydeligt i digtningen. For nogle af disse Vormärz-forfattere antog det nærmest socialistisk-revolutionære træk, da nogle af disse forfattere også plejede omgang med Karl Marx og Friedrich Engels. Et godt eksempel på denne periode er Georg Herweghs meget bombastiske digt "Aufruf", der er et opråb til tyskerne om med vold at fordrive de gamle fyrster for at indføre en ny orden i landet. Efter den mislykkede revolution i 1848 skete der for de fleste af disse nu skuffede og desillusionerede forfattere en vending til det mere konservative og realistiske.

## Realisme (1840-1895)
Realismens store forfattere var især præget af den ofte skuffede stemning der indfandt sig blandt digtere og forfattere med revolutionens nederlag i 1848. En mere nøgtern og realistisk indstilling tog over fra tidligere tiders mere visionære og revolutionære skrivning. Litteraturen blev især præget af en stadig større industrialisering, der fik indflydelse i alle lag af samfundet på dette tidspunkt. Darwins lære fik afgørende betydning for realismen, da gamle dogmer pludselig var fuldstændig grundløse. Tidligere tiders metafysiske overvejelser blev erstattet af en realistisk beskrivelse af det enkelte menneske. Theodor Storm, Wilhelm Raabe og Theodor Fontane tilhørte denne retning.

## Det moderne (1880-1915)
Charles Darwins banebrydende undersøgeler af arternes oprindelse og det efterfølgende nærmest totale sammenbrud for etablerede dogmer, hovedsageligt kristendommens, betød starten på det man kalder det moderne gennembrud. Følgen af dette dogmernes sammenbrud betød at alt nu var til debat. Diskussionern om kvindernes rolle, seksualiteten, driften, og gamle og tilsyneladende moralbegreber var startet. Den kraftige urbanisering, industrialiseringens meget voldsomme samfundsmæssige konsekvenser og den stigende international tilspidsning mellem nationerne fik mange forfattere til at føle hvordan glansbilledet krakelerede fuldstændig bag facaden. Blandt naturalisterne betød dette at man gik over til at beskrive menneskets kamp i sit indre, og vise hvordan indre kampe fik store ofte utilsigtede virkninger i det ydre liv, når de indre dæmoner blev sluppet løs. Ofte tog man udgangspunkt i en almindelig arbejders liv, så litteraturen også fik en socialrealistisk dimension. Ifølge den naturalistiske strømning var mennesket i høj grad underlagt indre drifter, en opfattelse der gik fint i tråd med Darwins opdagelser, der som konsekvens måtte betyde at mennesket var i beslægtning med dyrene. Naturalismen fik ikke så stor gennemslagskraft i Tyskland som i eksempelvis Skandinavien, men forfatteren Gerhart Hauptmann var en vigtig tysk naturalist. Rainer Maria Rilke var vel nok periodens vigtigste lyriker.

## Eksil-litteratur og Nationalsocialisme (1933-1945)
Tekst mangler, hjælp os med at skrive teksten

## Tysk litteratur efter 1945
Tekst mangler, hjælp os med at skrive teksten